# Iver Krabbe (statholder)
 Der er flere personer med dette navn, se Iver Krabbe.
Iver Krabbe (22. marts 1602 - 30. oktober 1666) var en dansk adelsmand, officer og statholder i Norge.
Iver var søn af Tage Krabbe (død 1612), og studerede fra 1625 på universitetet i Padova. Efter hjemkomsten i 1628 blev han hofjunker. Den 25. august samme år, giftede han sig med Karen Ottesdatter Marsvin til Københavns Slot. I 1629 blev han lensherre i Laholm Len, som han 1636 byttede til Varberg Len. 1636 var han kommandant for de unionstropperne i hertugdømmerne og 1641 inspicerede han Bohus fæstning og blev chef på fæstningen 1646.
Som godsejer i Skåne var han i besiddelse af Jordbjerg, Krogholm og Marsvinsholm.
Under krigen med Sverige havde han en ansvarsfuld post. I begyndelsen af februar 1645 fik han ordre om at forene sig med Hannibal Sehested, som stod ved Båhus. Dette førte ikke til noget, men i april havde han en heldig træfning med svenskerne i nærheden af Kongsbakke. Kort efter kom freden i Brömsebro med dens bestemmelse om Hallands pantsættelse til Sverige. Med tungt hjerte måtte Krabbe overgive sin fæstning til fjenden i september, efter forgæves at have skrevet til Corfitz Ulfeldt for at bede om å blive forskånet for hvervet. Også personligt havde Iver Krabbe lidt store tab under krigen, hans hovedbesiddelse Jordbjerg i Skåne var blevet brændt ned af svenskerne i 1644.
I 1646 fik han Båhus Len som erstatning for Varberg, og blev slået til ridder i forbindelse med kroningen af Frederik III 1648, og udfoldede i den følgende tid en betydelig virksomhed for udbedringen af grænsefæstningerne. Da krigen nærmede sig i januar 1657, blev han udnævnt til generalmajor over det sydlige Norge og fik ansvaret for krigsforberedelserne. I april blev han kaldt til København for at konferere med kongen. Under selve krigen udførte han imidlertid ikke store bedrifter; hans virksomhed begrænsede sig mest til grænsetræfninger. De forsøg han i september og oktober 1657 gjorde på angreb ind i Halland måtte opgives uden resultat, dels på grund af mangel på proviant, og dels af mangel på støtte fra den danske hær i Skåne. I november samlede han sit korps ved Uddevalla mod et svensk angreb fra Vänersborg, men søgte forgæves hjælp hos statholderen på Akershus, Niels Trolle. I januar 1658 faldt også Uddevalla skanse. Kort etter erobrede han den tilbage, men umiddelbart efterfølgende gik Båhus Len tabt ved freden i Roskilde.
Krabbe havde dermed mistet sit len, men hans stilling blev endnu stærkere rokket ved Skånes afståelse. Her havde han sine besiddelser Jordbjerg, Krogholm og Marsvinsholm. Han stod som den skånske adels leder, både som person og ved sine slægts- og venneforbindelser. Derfor gjorde den svenske regering sig umage for at vinde ham over på sin side. Han trådte imidlertid ikke ud af dansk tjeneste. I september 1660 foreslog Rigsrådet at han skulle optages som medlem, men kongen fulgte ikke indstillingen. Til gengæld fik han æren af at bære Blodfanen ved arvehyldingen 18. oktober.
I juli 1661 tilbød han via en mellemmand at træde i Karl XIs tjeneste, men Frederik III anså det for klogt at knytte ham nærmere til sig. Han blev medlem af Statskollegiet og af den store lovkommission, og blev derefter udnævnt til statholder i Norge som Niels Trolles efterfølger. Befolkningen klagede over ham, men vigtigere var hans fjender i København. Det var ventet at han ville få sin afsked sommeren 1663, men han forblev statholder frem til januar 1664, hvor han blev afløst af Ulrik Frederik Gyldenløve.
Iver Krabbe var far til Jørgen Krabbe, senere svensk baron, født 1633, der blev henrettet af svenskerne i Malmø i 1678.
I Varberg minder Krabbes väg om hans tid i byen. Syd for Lasarettsgatan går den i forlængelse af Knut Porses väg, forbi boligområdet Kurtinen, til Lindesbergsvägen.